# حقوق در ارمنستان
حقوق ارمنستان (به ارمنی:Հայ իրավունք)، که همان سیستم حقوقی ارمنستان (به ارمنی:Հայաստանի իրավական համակարգ) است، سیستمی از حقوق است که در ارمنستان اعمال می‌شود.

## تاریخچه حقوق در ارمنستان
سیستم حقوقی مدرن ارمنستان در ۲۱ سپتامبر ۱۹۹۱ و پس از همه‌پرسی استقلال ارمنستان ۱۹۹۱ و اعلام استقلال کشور در ۲۳ سپتامبر ۱۹۹۱ بنیان‌گذاری شد. برای تکامل حقوق ارمنستان، این مرحله نقطه عطفی در توسعه تاریخی ملت ارمنستان بود، زیرا آغاز شکل‌گیری یک سیستم حقوقی مستقل و پایدار را نشان می‌دهد که حقوق بشر، آزادی‌ها، منافع قانونی و رفاه شهروندان را تضمین می‌کند. بالاترین سند حقوقی دولت و جامعه ارمنستان – قانون اساسی ارمنستان – پس از همه‌پرسی ۵ ژوئیه ۱۹۹۵ تصویب شد.
سیستم حقوقی ارمنستان ویژگی‌ها و الگوهایی را دارد که سیستم‌های حقوقی سایر کشورهای دارای حقوق مدنی متعارف را بازتاب می‌کند. قانون اساسی ارمنستان بر اساس مدل قانون اساسی فرانسه است و جنبه‌های اصلی قانون مدنی ارمنستان مدل متن حقوق مدنی طراحی‌شده برای کشورهای مشترک‌المنافع را به تصویر می‌کشد. در سال‌های گذشته، تأثیر قانون‌گذاری اداری آلمان در توسعه چارچوب حقوقی مربوط در ارمنستان قابل توجه بوده است. سیستم حقوقی که بر اساس شایستگی‌های ایدئولوژیک و نهادی جدید ساخته می‌شود، همچنان بر شیوه‌های مختلف مربوط به فرآیندهای حقوقی جمهوری‌های پیشین جمهوری‌های اتحاد جماهیر شوروی تأثیر می‌گذارد.
عدالت اساسی در ارمنستان توسط دیوان قانون اساسی ارمنستان انجام می‌شود و طبق ماده ۹۲ قانون اساسی و ماده ۱۵ قانون قضائی، دیوان عالی ارمنستان مسئول شکل‌دهی به اجتهادات قضائی پیش‌بینی‌شده و سازگار است.
ارمنستان یک دولت سکولار است که به‌معنای تنظیم روابط عمومی صرفاً بر اساس مقررات قانونی تصویب‌شده توسط دولت است. با این حال، کلیسای ارمنستان نقشی اساسی در حفاظت از ارزش‌های انسانی ایفا کرده و همچنان در این زمینه فعال است و بخشی جدایی‌ناپذیر از مبانی اخلاقی-فیزیولوژیکی سیستم حقوقی ارمنستان محسوب می‌شود. به همین دلیل، متن ماده ۸٫۱ قانون اساسی ارمنستان بیان می‌کند: «جمهوری ارمنستان مأموریت تاریخی منحصر به فرد کلیسای ارمنستان به‌عنوان یک کلیسای ملی را در زندگی روحانی، توسعه فرهنگ ملی و حفظ هویت ملی مردم ارمنستان به رسمیت می‌شناسد.»

## سیستم حقوقی ارمنستان و همکاری‌های بین‌المللی
ارمنستان در تعدادی از پیمان‌های بین‌المللی دوجانبه و چندجانبه مشارکت دارد. پیمان‌های بین‌المللی زمانی که توسط مقامات ملی مربوط تصویب یا قبول شوند، جزئی از سیستم حقوقی ارمنستان می‌شوند. علاوه بر این، متن ماده ۶ قانون اساسی بیان می‌کند: «اگر یک پیمان بین‌المللی تصویب‌شده، مقرراتی غیر از آنچه در قوانین مقرر شده است، تعیین کند، مقررات آن پیمان اولویت دارند. پیمان‌های بین‌المللی که با قانون اساسی مغایرت دارند، نمی‌توانند تصویب شوند.»
ارمنستان عضو چندین پیمان بین‌المللی در زمینه حقوق بشر و آزادی‌های بنیادی است. از جمله موارد زیر:
- کنوانسیون اروپایی پیشگیری از شکنجه و رفتار یا مجازات غیرانسانی یا تحقیرآمیز
- کنوانسیون اروپایی حقوق بشر و آزادی‌های بنیادی
- کنوانسیون پیشگیری و مجازات جنایت نسل‌کشی
- اعلامیه جهانی حقوق بشر

ارمنستان همچنین به عنوان یک طرف قرارداد در دیوان حقوق بشر اروپا و دیوان بین‌المللی دادگستری است. فهرستی جامع از پیمان‌های بین‌المللی که جمهوری ارمنستان به آن‌ها پیوسته یا تصویب کرده است، می‌تواند در ویرایش سوم کتاب حقوق بشر یافت شود.

## سیستم حقوقی
سیستم حقوقی ارمنستان یکی دیگر از اجزای سیستم حقوقی است. این سیستم شامل عناصر ساختاری مانند مقررات، مؤسسه‌ها و شاخه‌هایی است که بر اساس معیارهای مختلف دسته‌بندی می‌شوند؛ بنابراین شاخه‌های حقوق معمولاً به حقوق عمومی و خصوصی یا حقوق ماهوی و شکلی تقسیم می‌شوند.
شاخه‌های حقوق ارمنستان تحت معیارهای طبقه‌بندی حقوق ماهوی و شکلی به شرح زیر تقسیم می‌شوند:

### حقوق ماهوی
حقوق اساسی
حقوق مدنی
حقوق کیفری
حقوق اداری
حقوق مالی
حقوق کار
حقوق محیط زیست
حقوق اراضی
حقوق گمرکی
حقوق خانواده
حقوق کیفری زندان

### حقوق شکلی
حقوق آیین دادرسی مدنی
حقوق آیین دادرسی کیفری
حقوق آیین دادرسی اداری

## سیستم قانون‌گذاری
سیستم قانون‌گذاری شامل تمامی اعمال قانونی مربوط به روابط عمومی و خصوصی در آن سیستم حقوقی است. عبارت «سیستم قانون‌گذاری» به‌طور وسیع به اعمال قانونی مختلف ارمنستان اطلاق می‌شود و در معنای محدود به قوانینی که توسط مجلس ملی ارمنستان تصویب شده است، اشاره دارد.
تمامی اعمال سیستم حقوقی ارمنستان در ارلیس موجود است. قوانین طبقه‌بندی‌شده به صورت الفبایی از طریق وب‌سایت مجلس ملی ارمنستان قابل دسترسی هستند. قوانین تصویب‌شده قبل از سال ۲۰۰۱ به زبان‌های انگلیسی و روسی موجود هستند. تصمیمات دیوان قانون اساسی در دیوان قانون اساسی ارمنستان در دسترس است.

## تحولات اخیر
در تاریخ ۲۴ نوامبر ۲۰۱۷، ارمنستان و اتحادیه اروپا توافق‌نامه مشارکت جامع و تقویت‌شده ارمنستان–اتحادیه اروپا را نهایی کردند. این توافق‌نامه روابط دوجانبه بین اتحادیه اروپا و ارمنستان را به سطحی جدید از مشارکت ارتقا می‌دهد و همکاری در بخش‌های سیاسی و اقتصادی را تنظیم می‌کند. توافق‌نامه همچنین به‌منظور هم‌راستاسازی تدریجی قوانین و مقررات ارمنستان با آکوی کومونوتر طراحی شده است. این توافق‌نامه حاوی مفاد حمایتی از اصلاحات سیاستی و قانونی است، در حالی که حاکمیت قانون و دموکراسی را در ارمنستان تقویت می‌کند.
در تاریخ ۵ آوریل ۲۰۲۴، ارمنستان یک توافق‌نامه همکاری با یوروجاست امضا کرد.

## برای مطالعهٔ بیشتر
- Constitution de la République d'Arménie, 2005, a
- آراکیلیان, سرگئی; مارگریان, آنا (ژوئن ۲۰۱۰), A Legal Research Guide to Armenia, archived from the original on 2016-03-24, retrieved 2017-08-05